# Guddadabeeranahalli, Tarikere
Guddadabeeranahalli là một làng thuộc tehsil Tarikere, huyện Chikmagalur, bang Karnataka, Ấn Độ.